# Futbol'nyj Klub Spartak Moskva 2008
Questa voce raccoglie le informazioni riguardanti lo Spartak Mosca nelle competizioni ufficiali della stagione 2008.

## Rosa
| N. |                           | Ruolo | Calciatore                         |
| -- | ------------------------- | ----- | ---------------------------------- |
| 3  | Austria (bandiera)        | D     | Martin Stranzl                     |
| 4  | Germania (bandiera)       | D     | Malik Fathi                        |
| 5  | Brasile (bandiera)        | C     | Mozart (Vice capitano)             |
| 7  | Cecoslovacchia (bandiera) | D     | Martin Jiránek                     |
| 8  | Russia (bandiera)         | C     | Aleksandr Pavlenko                 |
| 9  | Russia (bandiera)         | C     | Egor Titov (Capitano)              |
| 11 | Brasile (bandiera)        | A     | Welliton                           |
| 15 | Rep. Ceca (bandiera)      | D     | Radoslav Kováč                     |
| 18 | Russia (bandiera)         | A     | Aleksandr Prudnikov                |
| 19 | Argentina (bandiera)      | C     | Cristian Maidana                   |
| 21 | Russia (bandiera)         | C     | Igor' Gorbatenko                   |
| 22 | Croazia (bandiera)        | P     | Stipe Pletikosa                    |
| 23 | Russia (bandiera)         | C     | Vladimir Bystrov                   |
| 25 | Ucraina (bandiera)        | C     | Maksym Kalynyčenko (Vice capitano) |

| N. |                        | Ruolo | Calciatore               |
| -- | ---------------------- | ----- | ------------------------ |
| 27 | Moldavia (bandiera)    | C     | Serghei Covalciuc        |
| 31 | Russia (bandiera)      | D     | Sergej Paršivljuk        |
| 32 | Russia (bandiera)      | A     | Nikita Baženov           |
| 34 | Russia (bandiera)      | C     | Renat Sabitov            |
| 35 | Russia (bandiera)      | P     | Soslan Djanaev           |
| 36 | Russia (bandiera)      | D     | Fëdor Kudrjašov          |
| 37 | Ucraina (bandiera)     | C     | Egor Lugačov             |
| 40 | Russia (bandiera)      | A     | Artjom Džuba             |
| 49 | Russia (bandiera)      | D     | Roman Šiškin             |
| 55 | Russia (bandiera)      | C     | Oleg Dineev              |
| 59 | Russia (bandiera)      | D     | Andrej Alekseevič Ivanov |
| 70 | Lituania (bandiera)    | D     | Ignas Dedura             |
| 88 | Bielorussia (bandiera) | D     | Egor Filipenko           |

## Risultati

### Campionato
| San Pietroburgo 16 marzo 2008 1ª giornata | Zenit San Pietroburgo | 0 – 0 referto | Spartak Mosca | Stadio Petrovskij |

| Mosca 22 marzo 2008 2ª giornata | Spartak Mosca | 1 – 0 referto | Tom' Tomsk | Stadio Lužniki |

| Chimki 29 marzo 2008 3ª giornata | Chimki | 3 – 3 referto | Spartak Mosca | Stadio Rodina |

| Mosca 6 aprile 2008 4ª giornata | Spartak Mosca | 1 – 1 referto | Amkar Perm' | Stadio Lužniki |

| Mosca 13 aprile 2008 5ª giornata | Dinamo Mosca | 4 – 3 referto | Spartak Mosca | Stadio Dinamo (Mosca) |

| Nal'čik 19 aprile 2008 6ª giornata | Spartak-Nal'čik | 1 – 2 referto | Spartak Mosca | Respublikanskij stadion Spartak |

| Mosca 27 aprile 2008 7ª giornata | Spartak Mosca | 1 – 1 referto | FK Mosca | Stadio Lužniki |

| Kazan' 2 maggio 2008 8ª giornata | Rubin | 0 – 3 referto | Spartak Mosca | Stadio Centrale di Kazan' |

| Mosca 6 maggio 2008 9ª giornata | Spartak Mosca | 4 – 2 referto | Šinnik | Stadio Lokomotiv |

| Samara 11 maggio 2008 10ª giornata | Kryl'ja Sovetov Samara | 1 – 1 referto | Spartak Mosca | Stadio Metallurg (Samara) |

| Mosca 15 maggio 2008 11ª giornata | Spartak Mosca | 1 – 0 referto | Saturn | Stadio Lokomotiv |

| Groznyj 6 luglio 2008 12ª giornata | Terek Groznyj | 3 – 1 referto | Spartak Mosca | Stadio Sultan Bilimkhanov |

| Mosca 12 luglio 2008 13ª giornata | Spartak Mosca | 1 – 5 referto | CSKA Mosca | Stadio Lužniki |

| Mosca 19 luglio 2008 14ª giornata | Lokomotiv Mosca | 2 – 2 referto | Spartak Mosca | Stadio Lokomotiv |

| Mosca 27 luglio 2008 15ª giornata | Spartak Mosca | 3 – 0 referto | Luč-Ėnergija | Stadio Lužniki |

| Tomsk 2 agosto 2008 16ª giornata | Tom' Tomsk | 0 – 1 referto | Spartak Mosca | Trud Stadium |

| Mosca 9 agosto 2008 17ª giornata | Spartak Mosca | 1 – 1 referto | Chimki | Stadio Lužniki |

| Perm' 17 agosto 2008 18ª giornata | Amkar Perm' | 1 – 1 referto | Spartak Mosca | Stadio Zvezda |

| Mosca 23 agosto 2008 19ª giornata | Spartak Mosca | 1 – 1 referto | Dinamo Mosca | Stadio Lužniki |

| Mosca 31 agosto 2008 20ª giornata | Spartak Mosca | 2 – 1 referto | Spartak-Nal'čik | Stadio Lužniki |

| Mosca 13 settembre 2008 21ª giornata | FK Mosca | 2 – 1 referto | Spartak Mosca | Stadio Ėduard Strel'cov |

| Mosca 21 settembre 2008 22ª giornata | Spartak Mosca | 0 – 1 referto | Rubin | Stadio Lužniki |

| Jaroslavl' 27 settembre 2008 23ª giornata | Šinnik | 1 – 2 referto | Spartak Mosca | Stadio Šinnik |

| Mosca 5 ottobre 2008 24ª giornata | Spartak Mosca | 0 – 1 referto | Kryl'ja Sovetov Samara | Stadio Lužniki |

| Ramenskoe 18 ottobre 2008 25ª giornata | Saturn | 0 – 0 referto | Spartak Mosca | Saturn Stadium |

| Mosca 25 ottobre 2008 26ª giornata | Spartak Mosca | 3 – 1 referto | Terek Groznyj | Stadio Lužniki |

| Mosca 1 novembre 2008 27ª giornata | CSKA Mosca | 0 – 1 referto | Spartak Mosca | Stadio Lužniki |

| Mosca 9 novembre 2008 28ª giornata | Spartak Mosca | 0 – 1 referto | Lokomotiv Mosca | Stadio Lužniki |

| Vladivostok 16 novembre 2008 29ª giornata | Luč-Ėnergija | 2 – 2 referto | Spartak Mosca | Stadio Dinamo |

| Mosca 22 novembre 2008 30ª giornata | Spartak Mosca | 1 – 3 referto | Zenit San Pietroburgo | Stadio Lužniki |

### Coppa di Russia
| Brjansk 6 agosto 2008 Quinto turno | Dinamo Brjansk | 1 – 2 referto | Spartak Mosca | Stadio Dinamo |

| Jaroslavl' 24 settembre 2008 Ottavi di finale | Šinnik | 1 – 2 referto | Spartak Mosca | Stadio Šinnik |

| Mosca 15 aprile 2009 Quarti di finale | Spartak Mosca | 0 – 3 referto | Dinamo Mosca | Stadio Lužniki |